# Bergen Beach
Bergen Beach é um bairro de Brooklyn, Nova Iorque. Bergen Beach faz parte do Conselho da Comunidade Brooklyn 18. A população do bairro é de 3 952 habitantes. Bergen Beach era uma ilha da costa de Canarsie que foi ligada ao continente no início de 1900. O bairro homenageia Hans Hansen Bergen, um colono norueguês da Nova Holanda.